# 阿布拉冈
阿布拉冈是葡萄牙波尔图区的一个堂区。总面积8.87平方公里，总人口2527人，人口密度284.9人/平方公里。